# Prestazioni energetiche dell'involucro edilizio
Le prestazioni energetiche dell'involucro edilizio indicano il comportamento in uso, cioè durante la vita utile, degli elementi costruttivi che costituiscono le “chiusure” di un edificio, rispetto a sollecitazioni indotte da azioni termiche e igrometriche.

## Descrizione
Il termine "involucro edilizio" ha sostituito il termine “chiusura”, utilizzato nella scomposizione del sistema tecnologico nella UNI 8290, a sottolineare il concetto di globalità delle parti che definiscono un ambiente interno, caratterizzato da condizioni climatiche e ambientali stabili, rispetto ad un ambiente esterno, variabile per natura.
Le prestazioni dell'involucro devono garantire il comfort termico e igrometrico degli spazi confinati e il contenimento dei consumi energetici mediante il soddisfacimento dei seguenti requisiti prestazionali:
- requisiti ambientali:

1. mantenimento della temperatura dell'aria negli spazi abitativi nelle stagioni di esercizio degli impianti di riscaldamento entro i limiti di legge di 20 – 22 °C;
2. mantenimento delle condizioni di comfort termico negli ambienti interni nel periodo estivo;

- requisiti tecnologici:

1. controllo dei fenomeni di condensa superficiale e interstiziale;
2. controllo della combinazione temperatura – umidità – ventilazione;
3. resistenza termica e inerzia termica ai fini del risparmio energetico e del comfort ambientale interno.

### I modelli di controllo ambientale
Secondo la definizione di R. Banham, si possono descrivere le prestazioni energetiche dell'involucro edilizio secondo quattro modelli di controllo ambientale:
1. involucro conservativo, caratterizzato da un tipo di controllo ambientale che utilizza grandi masse murarie con poche aperture per ridurre le dispersioni termiche nelle varie stagioni dell'anno;
2. involucro selettivo, che si caratterizza per un controllo ambientale basato su principi generali analoghi all'involucro conservativo ma con l'innovazione di utilizzare grandi pareti trasparenti per l'illuminazione e il riscaldamento passivo. (ad esempio, la parete trasparente semplice o doppia con dispositivi per il controllo solare);
3. involucro rigenerativo, che affida a sistemi impiantistici tutti i problemi del controllo ambientale e assume l'involucro esclusivamente come barriera per diminuire l'interazione tra l'interno e l'esterno. (ad esempio, la parete trasparente con vetrata normale o selettiva);
4. involucro ecoefficiente o ambientalmente interattivo o bioclimatico avanzato, che propone un controllo basato sull'armonia tra ambiente esterno ed edificio con la possibilità di gestire i complessi flussi di energia attraverso le modifiche dell'intorno, la forma dell'edificio, l'organizzazione degli spazi interni e le configurazioni e azioni dell'involucro.

Il modello dell'involucro ecoefficiente gestisce i flussi attraverso la regolazione di dispositivi fissi o ad assetto variabile (frangisole, apertura/chiusura di finestre, bocchette di ventilazione, ecc.), o con controllo e regolazione manuale o automatica in relazione al tipo di utenza ed alla complessità dell'edificio.
Altri autori identificano un quinto modello di controllo ambientale, cioè l’involucro architettonico intelligente, adattivo e interattivo, progettato e realizzato per adattarsi, come un essere vivente, al variare delle condizioni ambientali esterne: l'involucro, come "pelle", svolge il ruolo di sistema dinamico di filtro ambientale, capace non solo di regolare i flussi di calore, radiazione, aria e vapore, ma anche di convertire la radiazione in energia (termica ed elettrica) utilizzabile per il “metabolismo” degli edifici.
Una progettazione intelligente dell'involucro edilizio dovrebbe considerare anche la produzione di energia attraverso le sue componenti, oltre alla conservazione dell'energia termica dell'ambiente interno, sfruttando le fonti energetiche rinnovabili per assicurare il mantenimento di condizioni confortevoli al suo interno in termini di riscaldamento, raffrescamento, ventilazione e illuminazione naturale.

## Evoluzione delle tecnologie associate
Il concetto di involucro come componente tecnologica capace di mediare i flussi di energia provenienti dall'esterno verso l'interno dell'edificio nasce con l'archetipo stesso del modello architettonico. Nel momento storico in cui l'uomo decide di costruirsi un riparo artificiale dagli agenti climatici ambientali, cerca di proporre soluzioni costruttive capaci di migliorare le condizioni dello spazio confinato destinato all'abitare.
L'involucro architettonico si è lentamente evoluto da elemento barriera prevalentemente protettivo in complesso sistema-filtro selettivo e polivalente, in grado da una parte di ottimizzare le interazioni tra ambiente interno e macro-ambiente esterno (e viceversa) al mutare delle diverse condizioni climatico-ambientali nel corso della giornata, nel corso dell'anno, finanche nel corso della vita dell'organismo edilizio e/o dell'uomo che lo abita; dall'altro lato di rispondere sempre più spesso in senso “intelligente” agli stessi mutamenti psicologici, sociologici e culturali del modo di vivere i rapporti con tali fattori micro e macro ambientali da parte dei fruitori dell'architettura “involucrata”.
Forma e funzione dell'involucro hanno registrato nel tempo un'evoluzione sostanziale sia nell'uso dei materiali (si è passati da involucri prevalentemente massivi, realizzati in materiale lapideo a involucri sempre più leggeri, realizzati con superfici trasparenti) sia nelle prestazioni dei suoi componenti. Dal concetto di involucro come elemento energeticamente passivo, di separazione tra ambiente interno e esterno, si passa al concetto di involucro come elemento dinamico e interattivo del complesso sistema energetico che regola il funzionamento dell'edificio e ne caratterizza l'immagine.
L'evoluzione tecnologica delle prestazioni energetiche dell'involucro architettonico è registrabile e percepibile attraverso la smaterializzazione delle superfici che lo costituiscono. Gli elementi opachi massivi di chiusura verticale e orizzontale vengono bucati da superfici trasparenti di dimensioni sempre maggiori, che in tempi recenti sostituiscono e costituiscono l'intero elemento di delimitazione architettonica.
L'uso sempre più frequente di superfici trasparenti per la realizzazione degli edifici si sviluppa a partire dalla fine del XIX secolo, in corrispondenza della rivoluzione industriale, e comporta lo sviluppo e la ricerca di nuovi materiali capaci di garantire prestazioni energetiche analoghe ai materiali tradizionali con cui per secoli sono stati realizzati gli edifici.
L'involucro si svincola dalla struttura portante dell'edificio e diviene elemento di chiusura chiamato a regolare prevalentemente i flussi energetici legati al passaggio di calore, alla trasmissione luminosa per un'adeguata illuminazione degli ambienti interni ed alla protezione della radiazione solare nei mesi con le temperature più elevate. Le soluzioni tecnologiche e la scelta dei materiali si orientano verso quei sistemi tecnologici che riescono a governare tali scambi termici e luminosi, garantendo al contempo i requisiti estetici dettati dai nuovi linguaggi architettonici.
Parte dell'innovazione tecnologica legata alle prestazioni energetiche dell'involucro contemporaneo è dovuta alla realizzazione e adozione di nuovi materiali trasparenti suddivisi per caratteristiche in: passivi, attivi e ad alte prestazioni. I materiali passivi (pannelli prismatici, LCP, profili FISH, profili OKASOLAR, ecc.) sono tutti quelli che, grazie semplicemente alla forma, riescono a modificare la quantità di energia trasmessa (sia ottica che energetica) attraverso l'involucro in funzione dell'inclinazione della radiazione solare. I materiali attivi (vetri cromogenici, vetri elettrocromici, vetri olografici, ecc.) modificano la quantità di energia trasmessa in funzione di stimoli esterni forniti al sistema, quali corrente impressa, gradiente di temperatura o variazione di energia solare incidente. I materiali ad alte prestazioni (aerogel, TIM), infine, sono quelli in grado di soddisfare, grazie a proprietà intrinseche, la maggior parte dei requisiti di comfort.
In molti edifici contemporanei l'involucro è realizzato con sistemi di facciata che permettono di accumulare l'energia solare incidente e di trasformarla in calore per implementare il fabbisogno energetico invernale dell'edificio, in altri l'involucro diviene un vero e proprio elemento attivo di produzione di energia, grazie all'integrazione di sistemi tecnologici legati alle fonti energetiche rinnovabili (fotovoltaico e solare termico). Le chiusure verticali opache e trasparenti sono sviluppate come componenti tecnologiche complesse capaci di interagire con le condizioni ambientali a contorno, in grado di ridurre il fabbisogno energetico dell'edificio. Facciate ventilate (opache o doppia pelle), sistemi di schermatura solare, sistemi solari attivi (collettori solari e celle fotovoltaiche) e sistemi solari passivi (serre solari) diventano elementi ricorrenti nella progettazione dell'involucro architettonico e si trasformano spesso in laboratori di ricerca progettuale rispetto ai quali sperimentare l'innovazione tecnologica, ad esempio nelle fasi di progettazione, realizzazione e gestione di un green building.

## Efficienza energetica dell'edificio
Le prestazioni energetiche dell'intero organismo edilizio dipendono dall'efficienza dell'involucro chiamato a circoscriverlo, se le componenti di chiusura (verticali, orizzontali, trasparenti, opache) non sono state progettate e realizzate in maniera consona alle prestazioni energetiche dell'edificio, le dispersioni dei flussi di calore passanti attraverso le stesse ne comprometteranno i consumi energetici finali.
Le azioni termiche che agiscono sull'esterno di un edificio sono combinazioni d'impatti radiativi e convettivi. La componente radiativa consiste nella radiazione solare incidente e nello scambio termico radiativo con l'ambiente esterno e con il cielo. L'impatto termico convettivo è una funzione dello scambio con la temperatura dell'aria circostante, e può essere accelerato dal movimento dell'aria.
Le dispersioni termiche che avvengono sotto forma di calore, dipendono dalla differenza di temperatura tra la faccia interna e esterna dell'involucro stesso e dalla resistenza termica del materiale (o combinazione di materiali) dei quali è fatto l'involucro.
I materiali componenti un involucro che separa due ambienti a temperature differenti offrono una resistenza al passaggio del calore che varia in relazione diretta allo spessore del materiale e in relazione inversa alla sua ‘facilità’ a trasmettere il calore (trasmittanza).
- la trasmittanza termica (U) (W/m² K), o coefficiente globale di trasmissione del calore interno-esterno è definita dalla norma UNI 7357 come il “flusso di calore che passa da un locale all'esterno (o ad un altro locale) attraverso una parete per m² di superficie della parete e per K di differenza tra la temperatura del locale e la temperatura esterna, o del locale contiguo”;
- la conduttività o conducibilità termica (l) (W/(m K)) di un materiale indica il flusso di calore che, in condizioni stazionarie, passa attraverso uno strato unitario di materiale in presenza di una differenza unitaria di temperatura tra le due facce opposte del materiale considerato. La conduttività dipende dalla porosità (densità) e dal contenuto igrometrico del materiale;
- la resistenza termica (R) (m² K/W) totale di una parete, che è ovviamente l'inverso della trasmittanza termica, sarà dunque data dalla somma delle differenti resistenze che il flusso di calore incontrerà lungo il percorso dall'elemento più caldo a quello più freddo.

Particolare attenzione deve inoltre essere data alle prestazioni termiche dell'involucro edilizio in regime termico variabile, nei mesi invernali (in quei periodi in cui il riscaldamento è saltuario, o intermittente, specie con attenuazioni notturne), ma soprattutto nei mesi estivi.
Nel corso della stagione estiva, in particolare durante le successioni di giornate caratterizzate da valori elevati di temperatura e di intensità d'irraggiamento solare, gli involucri edilizi dovrebbero essere progettati e realizzati in modo tale da assicurare condizioni ambientali di sufficiente benessere termoigrometrico all'interno degli ambienti confinati, anche in assenza di impianti di condizionamento.

A tale scopo, assumono particolare importanza: il sistema di protezione dall'irraggiamento solare (schermi, aggetti, alberi ecc.); l'inerzia termica delle pareti opache dell'edificio, quantificabile in base all'attenuazione (s) dell'ampiezza delle variazioni della temperatura superficiale interna rispetto a quella ambientale esterna, e al ritardo di fase (f), cioè all'intervallo di tempo con cui le variazioni di temperatura esterna si trasmettono all'interno (ore). Buone prestazioni sono assicurate, sotto questo punto di vista, da pareti opache in grado di fornire come valori orientativi s< 0,05 e f > 8 ore, relativamente a una ipotetica oscillazione sinusoidale della temperatura esterna avente periodo di 24 h.

Per ridurre i consumi energetici per la climatizzazione estiva risulta fondamentale attenuare i valori massimi di temperatura negli ambienti e ritardare l'immissione di energia termica negli stessi, spostandola verso le ore notturne quando la temperatura dell'aria esterna è ai valori minimi e il fenomeno del reirraggiamento raffredda rapidamente le superfici esterne.
Le perdite di calore attraverso l'involucro possono essere ridotte attraverso le seguenti strategie:
- utilizzare la massa termica;
- prevenire la conduzione di calore aggiungendo isolamento termico all'involucro per incrementare la sua resistenza termica;
- progettare l'edificio in un modo più compatto per ridurre la superficie complessiva, attraverso la quale il calore può essere trasmesso;
- aggiungere barriere al flusso di calore radiativo attraverso, per esempio, la posa di fogli in alluminio dietro i radiatori e usando vetri isolanti ed a bassa emissività come pure isolare i cassonetti delle finestre e porte laddove sono presenti le avvolgibili esterne.

Nella fase progettuale dell'involucro edilizio si dovrà prestare particolare attenzione al controllo e alla verifica dei fenomeni di condensa interstiziale e superficiale, come previsto dalla Norma UNI EN ISO 13788, prestando particolare attenzione alle condizioni igrometriche di progetto interne ed esterne dell'edificio ed alle caratteristiche (spessore, conduttività termica, resistenza alla diffusione del vapore) di ciascuno strato di materiale componente la parete.
Il calcolo della condensa interstiziale viene effettuato quantificando i profili delle temperature e delle pressioni di vapore acqueo (saturo ed effettivo) all'interno della parete: se la pressione di vapore effettiva (Pe) raggiunge o supera quella della pressione di vapore saturo (Ps), si avrà formazione di condensa. Tale fenomeno può essere arginato disponendo in ordine decrescente gli strati che compongono la struttura in funzione della loro permeabilità al vapore acqueo (i materiali con resistenza maggiore al vapore vanno collocati verso l'ambiente abitato, quelli con resistenza minore vanno collocati verso l'ambiente esterno).
I fenomeni di condensa superficiale si verificano, invece, quando la temperatura della superficie interna della parete è inferiore alla temperatura di condensa dell'aria dell'ambiente abitato. Dal calcolo del profilo della temperatura all'interno della parete, si determina anche il valore della temperatura superficiale interna ed è quindi possibile valutare gli eventuali rischi di condensa superficiale.

## Legislazione e normativa tecnica di riferimento
La necessità di regolare i flussi di energia che passano attraverso l'involucro ha influenzato la stesura delle recenti normative in materia di risparmio energetico, sia di matrice internazionale che di matrice nazionale. Isolamento termico e inerzia termica delle componenti costituenti il “limite” fisico tra ambiente interno ed esterno sono i parametri fondamentali su cui si basano tali riferimenti normativi. Alla luce della necessità di ridurre i carichi energetici dell'edificio è stato indispensabile individuare buone pratiche del costruire finalizzate all'implementazione delle caratteristiche tecnologiche dell'involucro edilizio, ridefinito come componente dinamica dal punto di vista energetico capace di regolare “positivamente” i flussi di energia entranti ed uscenti dall'ambiente edilizio.
La direttiva 2002/91/CE (Energy Performance of Buildings) sul rendimento energetico nell'edilizia, ha dato impulso a un rinnovamento legislativo, che in Italia ha prodotto, a livello nazionale, il Decreto 19 agosto 2005 n.192 (ora corretto e integrato dal Decreto 29 dicembre 2006, n.311) e, a livello locale, una nuova serie di regolamenti improntati alla riduzione dei consumi ed alla certificazione energetica.
Le tematiche centrali su cui si articolano le politiche normative di riqualificazione del pacchetto edilizio esistente si identificano in relazione alle caratteristiche intrinseche dell'involucro edilizio e degli impianti a servizio dell'edificio, e volgono alla riduzione dell'impatto energetico del sistema architettonico attraverso il controllo e la regolazione dei seguenti fattori:
- illuminazione;
- raffrescamento naturale per ventilazione passiva;
- riscaldamento naturale per accumulo termico e restituzione passiva;
- approvvigionamento attivo di energia rinnovabile e la sua integrazione con il sistema morfologico costruttivo dell'architettura
- uso di materiali eco-compatibili;
- isolamento termico;
- controllo della condensa interstiziale e superficiale;
- protezione solare;
- apporti solari gratuiti.

Legislazione
- Legge 373/1976
- Legge 10/1991
- D.P.R. 412/1993
- D.P.R. 551/1999
- Direttiva europea 2002/91/CE
- Raccomandazioni CTI
- CEN Comitato Europeo di Normazione
- D.Lgs. 192/2005
- D.Lgs. 311/2006
- Legge 296/2006 (Finanziaria 2007)
- Legge 244/2007 (Finanziaria 2008)
- D.Lgs. 115/2008
- D.M. 11 marzo 2008
- D.P.R. 59/2009
- D.M. 26/6/2009

Normativa tecnica
- UNI/TS 11300-1:2014, Prestazioni energetiche degli edifici. Determinazione del fabbisogno di energia termica dell'edificio per la climatizzazione estiva ed invernale, 02/10/2014
- UNI 8290-1:1981 + A122:1983, Edilizia residenziale. Sistema tecnologico. Classificazione e terminologia, 01/09/1981
- UNI 8290-2:1983, Edilizia residenziale. Sistema tecnologico. Analisi dei requisiti, 30/06/1983
- UNI EN 12831:2018, Prestazione energetica degli edifici - Metodo per il calcolo del carico termico di progetto - Parte 1: Carico termico per il riscaldamento degli ambienti, Modulo M3-3
- UNI EN ISO 52016-1:2018, Prestazione energetica degli edifici - Fabbisogni energetici per riscaldamento e raffrescamento, temperature interne e carichi termici sensibili e latenti - Parte 1: Procedure di calcolo
- UNI EN ISO 6946:2018, Componenti ed elementi per edilizia - Resistenza termica e trasmittanza termica - Metodi di calcolo
- UNI EN ISO 7345:2018, Prestazione termica degli edifici e dei componenti edilizi - Grandezze fisiche e definizioni
- UNI EN ISO 9288:2000, Isolamento termico - Scambio termico per radiazione - Grandezze fisiche e definizioni, 29/02/2000
- UNI EN ISO 10211:2018, Ponti termici in edilizia - Flussi termici e temperature superficiali - Calcoli dettagliati
- UNI 10351:2015, Materiali e prodotti per edilizia - Proprietà termoigrometriche - Procedura per la scelta dei valori di progetto, 25/06/2015
- UNI EN ISO 9251:1998, Isolamento termico - Condizioni di scambio termico e proprietà dei materiali -Vocabolario, 31/12/1998
- UNI 10375:2011, Metodo di calcolo della temperatura interna estiva degli ambienti, 13/10/2011
- UNI 10339:1995, Impianti aeraulici a fini di benessere - Generalità, classificazione e requisiti, Giugno 1995
- UNI EN ISO 13788:2013, Prestazione igrotermica dei componenti e degli elementi per edilizia - Temperatura superficiale interna per evitare l'umidità superficiale critica e la condensazione interstiziale - Metodi di calcolo, 20/06/2013
- UNI EN ISO 13789:2018,  Prestazione termica degli edifici - Coefficienti di trasferimento del calore per trasmissione e ventilazione - Metodo di calcolo